# Autoroute A501 (France)
Pour les articles homonymes, voir Autoroute belge A501 et A501.
L'autoroute A501 est une portion d'autoroute en prolongement de l'A50 vers l'A52 dans la banlieue nord-ouest d'Aubagne. Cette autoroute est couverte par Radio Vinci Autoroutes (107.7FM).

## Histoire
Une décision du 4 janvier 2023 (parue au Journal officiel le 8) officialise le transfert de l'autoroute A501 au département des Bouches-du-Rhône, en application de l'article 40 de la loi no 2022-217 du 21 février 2022 relative à la différenciation, la décentralisation, la déconcentration et portant diverses mesures de simplification de l'action publique locale, dite « loi 3DS ».

## Sorties

### De l'A50 à Aubagne - Pin-Vert (ConcessionDIR Méditerranée- Section gratuite)
- Échangeur entre A50 et A501 : Marseille, La Penne-sur-Huveaune
- 6 Aubagne - centre : Aubagne (de et vers l'A50)
- 7 Aubagne - Pin-Vert : Aubagne, Fréjus, Saint-Raphaël, Aix-en-Provence par RD

### De Aubagne - Pin-Vert à l'A52 (ConcessionEscota- Section payante)
- Échangeur entre A52 et A501 : Nice, Fréjus, Saint-Raphaël, Aix-en-Provence (demi-échangeur)